# Anatoli Konkov
Anatoli Konkov (Анатолий Дмитриевич Коньков) est un footballeur, puis entraîneur de football soviétique, né le 19 septembre 1949 à Krasny Loutch en RSS d'Ukraine et mort le 4 octobre 2024.

## Biographie
En tant que défenseur, Anatoli Konkov est international soviétique à 47 reprises (1971- 1978) pour 8 buts.
Il participe à l’Euro 1972. 
Il joue les quarts de finale contre la Yougoslavie, inscrit à la 53e minute le seul but du match en demi, contre la Hongrie, permettant d’accéder à la finale. En finale, contre la RFA, il est titulaire, mais perd le match (0-3). Il est donc vice-champion d’Europe.
Il participe également aux Jeux olympiques de 1976, à Montréal. 
Il est titulaire contre le Canada et la Corée du Nord, mais est ensuite remplacé, probablement sur blessure, par Mikhail Fomenko. Par conséquent, il ne joue pas contre l’Iran, ni contre la RDA, ni contre le Brésil. Il obtient la médaille de bronze.
Il joue dans trois clubs : le FC Avanhard Kramatorsk, le FC Chakhtior Donetsk et le Dynamo Kiev. 
Avec les deux premiers, il ne remporte rien. Avec le dernier, il est champion d’URSS en 1975, en 1977, en 1980 et en 1981, et vice-champion en 1978. Il remporte aussi la coupe d’URSS en 1978, la Supercoupe UEFA en 1975 en battant le Bayern Munich et la Coupe des coupes en 1975 en battant le Ferencváros TC.
Il figure sur la feuille de match, le 17 mars 1976, entre Saint Étienne et Kiev (3-0 a.p).
Il entame ensuite une carrière d’entraîneur. Il entraîne des clubs ukrainiens (Tavria Simferopol, FC Chakhtior Donetsk, Vorskla-Naftogaz Poltava, Stal Alchevsk), un club russe (Zénith Saint-Pétersbourg), ainsi qu’un club azéri (FK Inter Bakou) et la sélection ukrainienne (les moins de 21 ans et l’équipe première). Il est finaliste de la coupe d’Azerbaïdjan de football 2005. Il est aussi directeur sportif au Metalurg Donetsk en 2003, et de 2008 à 2024, il est directeur sportif de Stal Alchevsk.

## Clubs

### En tant que joueur
- 1965-1967 : FC Avanhard Kramatorsk
- 1968-1974 : FC Chakhtior Donetsk
- 1975-1981 : Dynamo Kiev

### En tant qu’entraîneur
- 1982-1985 : Tavria Simferopol
- 1986-1989 : FC Chakhtior Donetsk
- 1990 : Zénith Saint-Pétersbourg
- 1994 :  Ukraine (moins de 21 ans)
- 1995 :  Ukraine
- 1998-2000 : Vorskla-Naftogaz Poltava
- 2000-2002 : Stal Alchevsk
- 2003 : Metalurg Donetsk (directeur sportif)
- 2004-2006 : FK Inter Bakou
- 2008- : Stal Alchevsk (directeur sportif)

## Palmarès

### En tant que joueur
- Championnat d'URSS de football

- - Champion en 1975, en 1977, en 1980 et en 1981
  - Vice-champion en 1978
- Supercoupe de l'UEFA
  - Vainqueur en 1975
- Coupe d'Europe des vainqueurs de coupe de football
  - Vainqueur en 1975
- Jeux olympiques
  - Médaille de bronze en 1976
- Championnat d'Europe de football
  - Finaliste en 1972

### En tant qu’entraîneur
- Coupe d'Azerbaïdjan de football
  - Finaliste en 2005